# What the...
What the... è il settimo album in studio del gruppo punk rock statunitense Black Flag, pubblicato nel 2013.

## Tracce
1. My Heart's Pumping – 2:12
2. Down in the Dirt – 3:39
3. Blood and Ashes – 1:48
4. Now Is the Time – 1:47
5. Wallow in Despair – 1:30
6. Slow Your Ass Down – 1:50
7. It's So Absurd – 1:11
8. Shut Up – 1:43
9. This Is Hell – 2:01
10. Go Away – 2:32
11. The Bitter End – 2:02
12. The Chase – 2:17
13. I'm Sick – 1:45
14. It's Not My Time to Go-Go – 1:36
15. Lies – 2:47
16. Get Out of My Way – 1:01
17. Outside – 2:44
18. No Teeth – 1:44
19. To Hell and Back – 1:43
20. Give Me All Your Dough – 1:28
21. You Gotta Be Joking – 1:17
22. Off My Shoulders – 3:18

## Formazione

### Gruppo
- Greg Ginn – chitarra, organo, theremin
- Gregory Moore – batteria, cori
- Dale Nixon – basso
- Ron Reyes – voce

### Altri musicisti
- Mathew Cortez – batteria
- The Ducky Boys of Granger Lake – cori
- Ron Raygunn – cori
- Cliff Samuels – cori
- Eric Vasquez – cori